# Гросс, Генрих (психиатр)
Генрих Гросс (14 ноября 1915, Вена — 15 декабря, 2005, Холлабрун) — австрийский психиатр, виновный в военных преступлениях и смерти десятков детей.

## Биография
Генрих Гросс родился в Вене. С 1932 года вступил в ряды нацистской организации «Гитлерюгенд». По прошествии некоторого времени стал членом НСДАП.
С началом Второй мировой войны пошёл на работу в клинику эвтаназии для умственно неполноценных детей «Ам Шпигельгрунд» («Am Spiegelgrund»), расположенную в Вене.
Во время его работы в данной «клинике» были умерщвлены более 750 детей. По окончании войны, когда директора клиники осудили и повесили за военные преступления Гросс избежал приговора заявив, что не причастен к смерти детей. Он отсидел всего несколько месяцев, так как заявил, что он ушёл из клиники на фронт. Спустя шесть лет, в 1951 году его все же приговорили к двухгодичному тюремному сроку за доказанное соучастие в убийстве одного из детей, однако вследствие формальной ошибки приговор был отменён. Сестра одной из погибших девочек, Вальтруда Хаупль, несколько лет вела своё расследование: 

Моей сестре Анне-Марии было четыре года. Она была совершенно здорова и физически, и психически, но доктор Гросс все равно забрал её в клинику и поставил диагноз умственной неполноценности, — говорит эта женщина. — После того как я все узнала, я поняла, что, видимо, мозг моей сестренки очень заинтересовал Гросса
После войны Гросс сделал отличную карьеру ведущего эксперта страны в области судебной психиатрии. Он стал доверенным лицом лидеров Социал-демократической партии послевоенной Австрии. В 1979 году он стал главным психиатром Австрии. Возмущённый художник и фотограф Готтфрид Хельнвейн написал акварель «Жизнь, не стоящая жизни» с изображением мертвого ребёнка, голова которого лежит в тарелке с едой. Акварель была опубликована в одном из журналов Вены вместе с письмом: 

Дорогой доктор Гросс! Когда я смотрел по телевизору передачу «Холокост», я вспоминал о Вашем подходе к этой проблеме. Так как этот год объявлен Годом ребёнка, я, пользуясь возможностью, говорю вам спасибо от имени всех детей, которые благодаря Вам были взяты на небеса. Я хочу поблагодарить Вас за то, что они умерли безболезненно, просто приняв яд вместе с едой, и что они благодаря этому избежали, как вы говорите, «смертельного укола». С германским приветом. Ваш Готтфрид Хельнвайн
 В результате поднявшегося резонанса доктор был отправлен в отставку.
Впоследствии в архивах секретной службы Штази нашли документы, доказывающие, что доктор Гросс лгал и на фронте не был, а продолжал во время войны работать в клинике смерти. Только в марте 2000 года наконец-то прошёл судебный процесс и Гроссу уже вменялось соучастие в уничтожении девяти детей. Гросс, сославшись на слабое здоровье, добился отложения процесса. Суд признал Гросса виновным в преднамеренном убийстве нескольких десятков детей, однако наказания он избежал так как его признали слабоумным. 18 марта 2003 года решением суда Гросс был лишён ордена «Австрийский почётный крест за заслуги в науке и искусстве» 1 степени. В марте 2005 года министр юстиции Австрии официально сообщил о невозможности отдать Генриха Гросса под суд из-за слабоумия, но обвинения остались в силе.
Умер в преклонном возрасте 15 декабря 2005 года в городе Холлабрун (земля Нижняя Австрия).